# Isabella (colore)

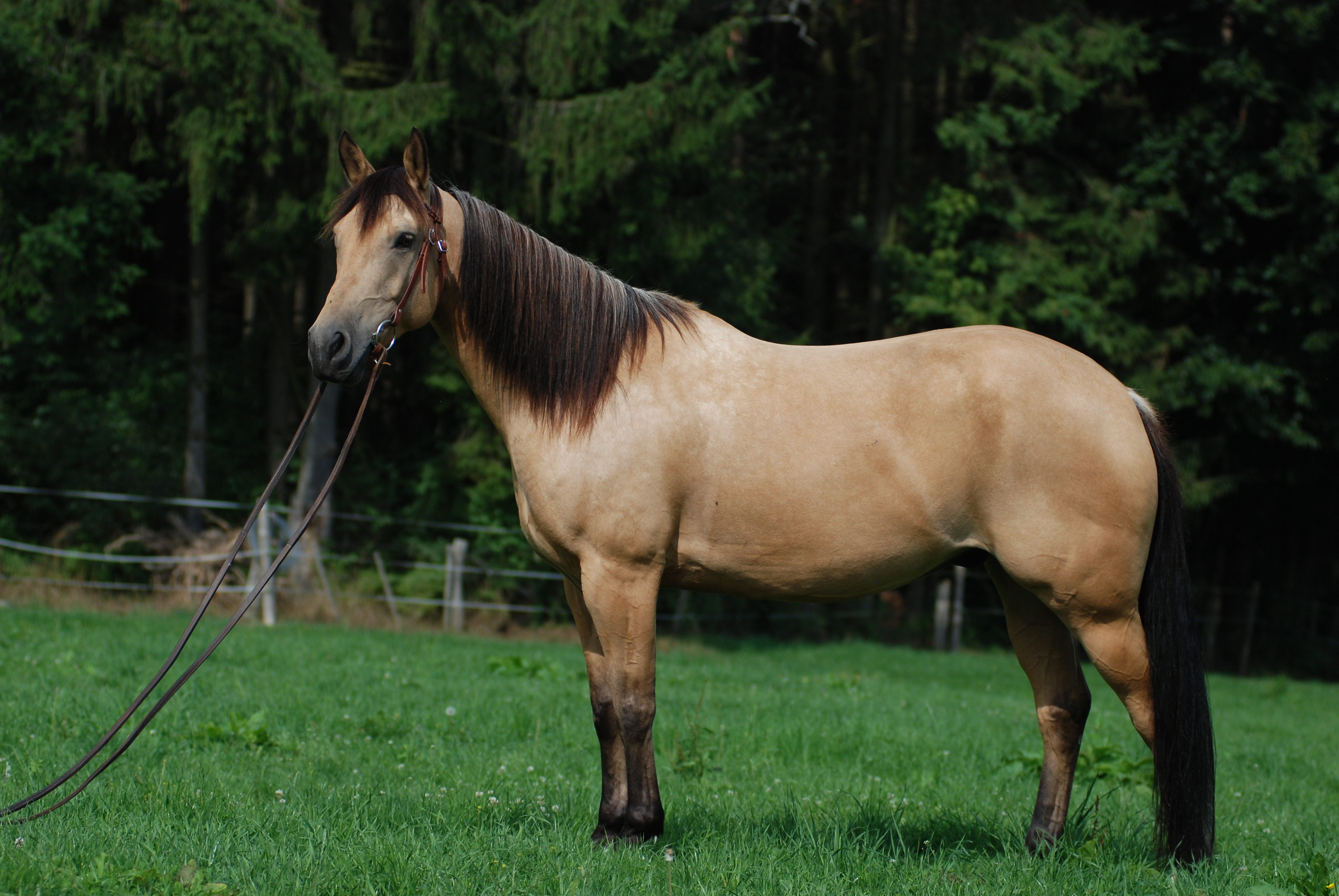
Quarter horse dal mantello isabella

Isabella è un colore di tonalità tra il giallo e il marrone. Si tratta di una variazione del mantello baio del cavallo, detto isabella, e deriva dal gene crema, che diluisce il pigmento rosso, lasciando inalterato il nero di crini e zampe, tipici del manto baio. 
 In inglese viene detto buckskin (trad. pelle di daino).

## Etimologia
Secondo la leggenda popolare, il nome deriva da Isabella, arciduchessa d'Austria (1566-1633), figlia di Filippo II di Spagna (1527-1598). Suo marito, Alberto VII, Arciduca d'Austria (1559-1621), assediò Ostenda nel luglio 1601, e Isabella, aspettandosi una rapida vittoria, promise di non cambiare la biancheria intima fino a quando la città non venisse espugnata. L'assedio durò più di tre anni, e la biancheria assunse una colorazione giallastra. Questa ipotesi è falsa, dato che il termine era in uso prima del 1601. Nel 1600 l'inventario del guardaroba della regina Elisabetta I d'Inghilterra comprendeva un capo d'abbigliamento di colore Isabella. 
Più plausibile, anche se probabilmente falsa anch'essa, è la versione che fa risalire la promessa di non cambiare la biancheria a Isabella di Castiglia detta la Cattolica (1451-1504) durante gli otto mesi di assedio di Granada da parte di Ferdinando II d'Aragona (1452-1516).